# Наум (име)
Вижте пояснителната страница за други значения на Наум.
Наум (на гръцки „naoum“) буквално от еврейски означава утеха, утешител, име на еврейски пророк и старобългарски просветител.
В Библията пророк Наум предсказва падението на Ниневия - столицата на великата Асирийска империя.
Има имен ден на 23 декември, 20 юни, 27 юли.
Нумерологично число на името Наум: 3